# Jimbochoteatern

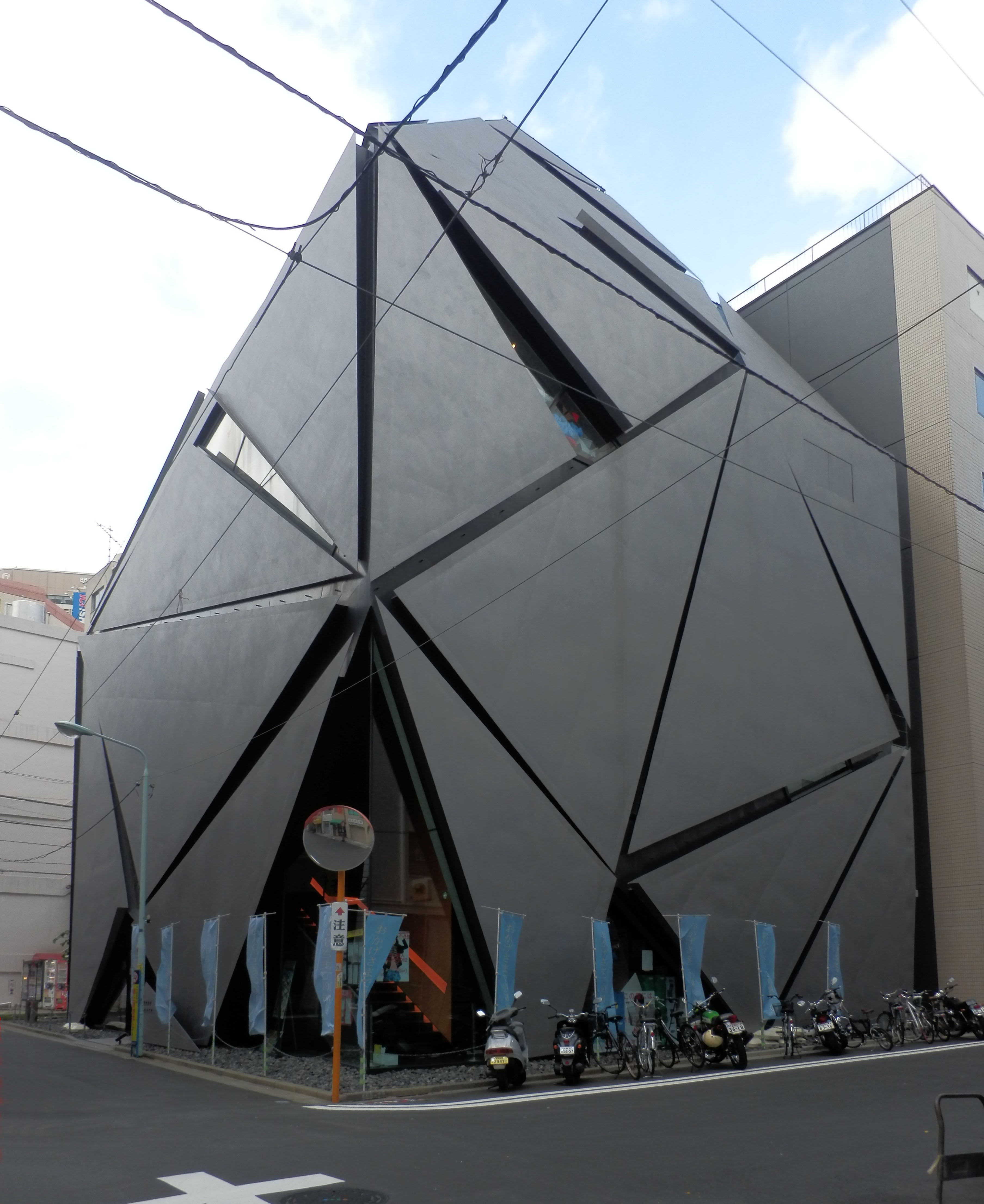
Jimbochoteatern

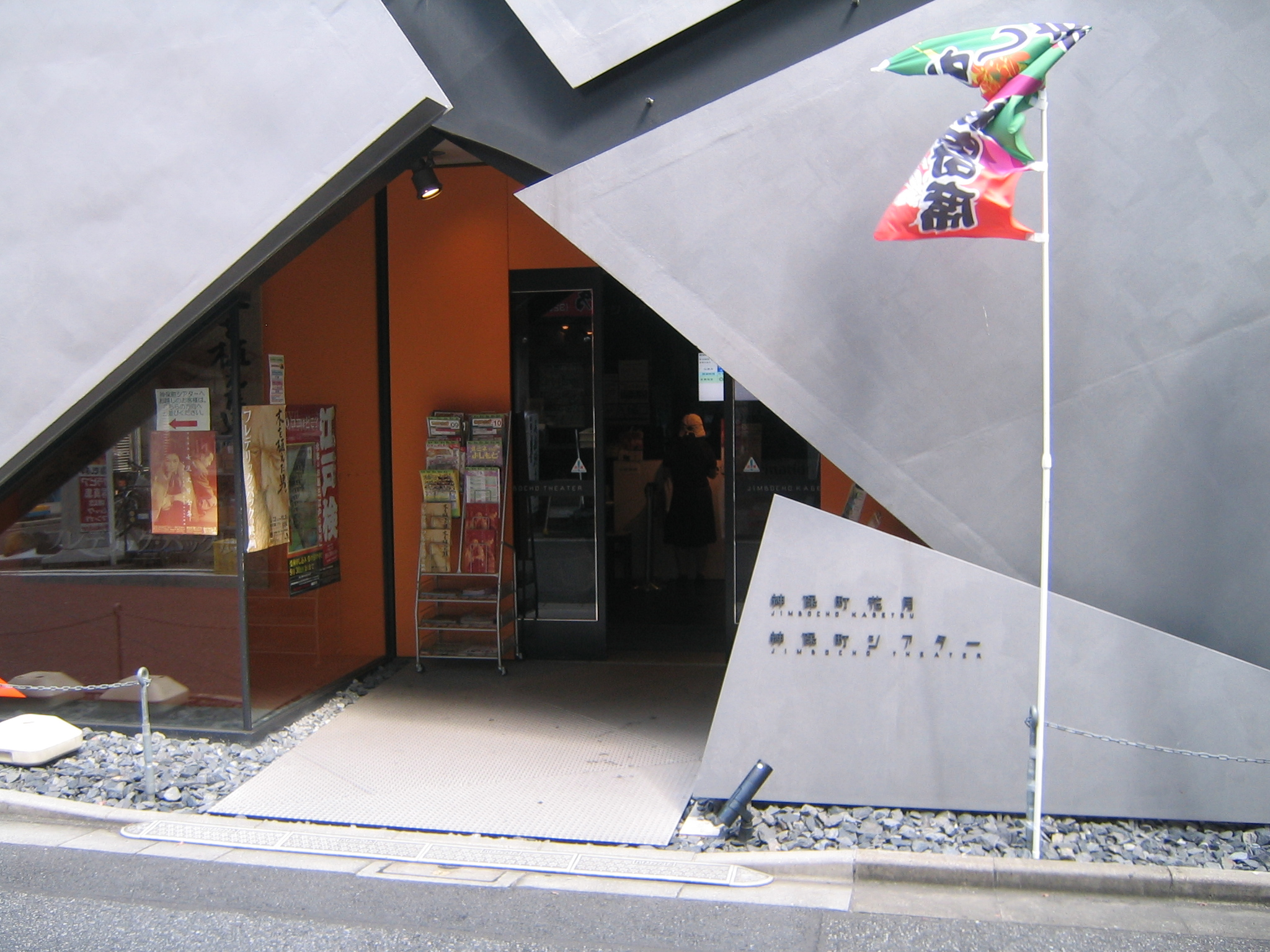
Entrén

Jimbochoteatern är en teater i den japanska stadsdelen Jinbōchō (alternativt stavat Jimbōchō) i Chiyoda, Tokyo. Byggnaden ritades av arkitektfirman Nikken Sekkei och uppfördes år 2006. I byggnaden finns en biograf, en teater och undervisningslokaler. Byggnaden ägs av förlaget Shogakukan.

## Bakgrund
Efter en brand under tidigt 1900-tal öppnades en bokhandel i området. Efter hand växte den för att idag utgöra ett helt förlag vid namn Iwanami Shoten. I dess spår följde fler små bokhandlar och även många studenter, och området blev känt som rikt på kultur. På 2000-talet hade detta dock stagnerat och för att åter få liv i olika kulturaktiviteter beslutades det att teatern skulle byggas.

## Utformning
Byggnaden, som har åtta våningar, varav två under jord, är byggd för att efterlikna ett bambuskott. Skälet till detta är, utöver ren estetik, att byggnadens form begränsas av områdets så kallade sky factor. Sky factor är en begränsning av hur stor del av himlen som ska synas från gatan och med andra ord hur mycket solljus som når ner, vilket begränsar byggnadernas höjd. Då tomtytan bara är ungefär 300 kvadratmeter, och den faktiska ytan som ska bebyggas är ännu mindre - ungefär 250 kvadratmeter - ville man utnyttja det tillgängliga utrymmet maximalt, och de övre våningarna har därför väggar som är lutade inåt, så att de inte syns från gatan och på så vis inte påverkar sky factor. Detta innebär att våningarna blir mindre ju högre upp i byggnaden man befinner sig, men man har ändå lyckats utvinna knappt 1500 kvadratmeter golvyta. Biografen ligger på en våning under jorden då den inte har något behov av ljusinsläpp utifrån. Därefter kommer, i stigande ordning från botten, en entré på gatuplan, själva teatern och över den, i de ljusa lokalerna, lektionssalar och träningsrum för dansare och skådespelare. Allra överst finns kontor.

## Konstruktion
Byggnadens stomme består av armerad betong, som på insidan lämnats bar, vilket ger en temperaturreglerande effekt. Då väggarna är lutade inåt kan de stödja sig mot varandra som en pyramid, vilket kan behövas då de, med sida 30 centimeters tjocklek ovan jord, är mycket tunga. Utanpå är fasaden klädd med stora triangulära stålplattor som är fastsatta några centimeter ifrån väggen. De är inte satta kant i kant utan har glipor på omkring en decimeter mellan varandra. Detta gör att det fanns en god felmarginal vid byggandet och det blev alltså inte nödvändigt att mäta dem särskilt exakt. En annan fördel är att de troligtvis inte deformeras i någon större utsträckning på grund av temperaturskillnader. De metallister som fasadplattorna är monterade på leder även bort vatten från dörrar och liknande. Fönstren är utplacerade i gliporna mellan plattorna. 